# جائزة تشارلز فليمنغ للإنجاز البيئي
جائزة تشارلز فليمنغ هي جائزة في العلوم البيئية تُمنح كل ثلاث سنوات من قبل الجمعية الملكية لنيوزيلندا، والتي تهتم بـ "حماية البيئة أو صيانتها أو إدارتها أو تحسينها ولا سيما الإدارة المستدامة لبيئة نيوزيلندا". وهي تتألف من ميدالية وجائزة نقدية ومحاضرة عامة في العام التالي للجائزة.
تم إنشاء الجائزة في عام 1988 تكريما للرئيس السابق للجمعية الملكية تي أبارانجي السيد تشارلز فليمنغ للاحتفال بالمهتمين والمحافظين على البيئة.

## الفائزون
- 1989: دون ميرتون والجمعية الملكية للغابات وحماية الطيور في نيوزيلندا
- 1992: إيان إيه أتكينسون
- 1995: بريان مولوي [4]
- 1998: ديفيد أ. ثوم
- 2001: جون كريج
- 2004: ستيفن داوسون وإليزابيث سلوتن (بالاشتراك)
- 2007: ميك كلوت [5]
- 2010: السير آلان مارك
- 2013: مايك جوي
- 2016: بروس كلاركسون
- 2019: ديفيد تاونز [6]
- 2022: آن بروير [7]